# NGC 5902
NGC 5902 (również PGC 54394) – galaktyka spiralna (S), znajdująca się w gwiazdozbiorze Wolarza. Odkrył ją William Herschel 1 maja 1788 roku. Jest to galaktyka z aktywnym jądrem typu LINER.